# Вяхирєв Рем Іванович
Рем Іванович Вя́хірєв (23 серпня 1934, Велика Чернігівка (Самарська область) — 11 лютого 2013) — російський підприємець, колишній голова російського «Газпрому».

## Життєпис
Закінчив Куйбишевський інститут нафти та газу.
У 1989 став головою концерну «Газпром», в 1992—2001 — голова правління ВАТ «Газпром».
З червня 2001 по червень 2002 — очолював раду директорів «Газпрому», після чого був призначений радником Дмитра Медведєва, який обіймав у той час пост першого заступника керівника адміністрації президента Росії.
У 2004 році Вяхірєв востаннє був внесений до списку найбагатших людей Росії журналу Forbes Russia зі статком у 1,3 млрд доларів.
Майже не з'являвся на публіці, єдине інтерв'ю після десяти років мовчання, яке стало і останнім публічним виступом засновника найбільшої компанії Росії, він дав влітку 2012 року журналу Forbes.
Тоді Вяхірєв заявив, що при ньому запрацював газопровід Ямал — Європа, почав будуватися «Блакитний потік» (дном Чорного моря до Туреччини). Те, що зараз називається «Північний потік» і «Південний потік», «теж ми придумали, і переговори усі провели», сказав він, додавши, що головна радянська дурість полягає в тому, що усі труби «повернули через Україну».
У стосунках з європейськими партнерами Вяхірєв просував на переговорах укладення довгострокових контрактів, багато з яких діє досі. При ньому була впроваджена одна з умов тих договорів — знаменита take-or-pay (бери або плати).